# Faxing
La palabra "faxing" se ha ido formando y popularizando en los últimos años al incrementarse la utilización del fax como herramienta de la mercadotecnia directa, otras denominaciones son también: fax para mercadotecnia o fax-mailing. Faxing se interpreta como la acción de envío de faxes masivos, generalmente utilizado para comunicados, ofertas, publicidad, etc.
El fax fue uno de los elementos de comunicación empresarial más importante, siendo sustituido aún por otros elementos tecnológicamente más avanzados. Empresas de todos los sectores y tamaños solían tener uno o más faxes entre sus medios de comunicación.
Las acciones de la mercadotecnia directa utilizan herramientas diferentes para llegar a su mercado objetivo, la más tradicional es el correo directo , muy semejante al fax, pero más elevado en costes. El fax puede llegar a cumplir la misma misión que las cartas ordinarias, sólo ha de cumplir ciertos requisitos para que el envío sea efectivo.
A diferencia de una carta, el fax ha de:

Un fax se puede personalizar igual que una carta, pero además podemos tener la seguridad de que ha llegado a su destino. 
En el mercado han existido numerosas empresas proveedoras de plataformas para este tipo de acciones, todas ellas basadas en una evolución de los sistemas tradicionales de fax, que fueron pasando por un desarrollo en las propias máquinas de teléfono-fax, hasta llegar a Internet y convertirse en elementos totalmente virtuales, como en la actualidad.

Un envío de faxes, como cualquier envío de mercadotecnia directa, mantiene las claves de su éxito en tres factores fundamentales:
1. El mensaje.
2. La base de datos.
3. La plataforma de envío.

El faxing tiene también algunos inconvenientes, como son el gasto de papel y tóner, o la no necesidad de permiso en su envío, por eso requiere un trabajo detallado de gestión de listas de bloqueo, análisis de los informes detallados, de filtros de bases de datos y de tiempos de descanso entre envíos.
Las diferencias respecto a los envíos por correo electrónico, los cuales sí requieren permiso explícito del destinatario, y tienen más posibilidades de eliminarse sin leerlo, sin embargo el fax implica un enorme consumo de material y una baja calidad de emisión.
Por todo ello el faxing se configuró como una herramienta eficaz para acciones de la mercadotecnia directa, que se adaptó a las nuevas tecnologías y con usos específicos. Actualmente sin uso para los mismos fines.